# Amerikaans voetbalkampioenschap 1896/97
In 1895 werd het tweede seizoen van de National Association Football League gespeeld. Bayonne Centreville werd voor de tweede maal kampioen. De eindstand is bekend, de statistieken niet.

## Eindstand
| Plaats | Club                | Wed. | W | G | V | Ptn |
| ------ | ------------------- | ---- | - | - | - | --- |
| 1.     | Bayonne Centreville | -    | - | - | - | -   |
| 2.     | Brooklyn Wanderers  | -    | - | - | - | -   |
| 3.     | Kearny Scots        | -    | - | - | - | -   |
| 4.     | Newark Caledonians  | -    | - | - | - | -   |